# Костис, Христос
Христос Костис (род. 15 января 1972 года в Салониках) — греческий футболист, выступавший на позиции нападающего.

## Карьера
Первым клубом в карьере Костиса был «Ираклис», в котором он стал ключевым нападающим. Костис дебютировал за национальную сборную Греции 10 марта 1993 года, будучи игроком «Ираклиса». 27 апреля 1994 года он оформил дубль в товарищеском матче против Саудовской Аравии, Греция разгромила соперника со счётом 5:1. Летом 1994 года им заинтересовались афинский АЕК и «Олимпиакос». Руководители «Олимпиакоса» и «Ираклиса» договорились о трансфере и Костис отправился на самолёте в Афины, чтобы подписать контракт. Примечательно, что в аэропорту его ждали представители АЕКа, во время полёта Костиса они сделали более выгодное предложение «Ираклису». В АЕКе Костис продолжил выступать на высоком уровне, сыграл в Лиге чемпионов, выиграл два греческих кубка и Суперкубок. 23 октября 1997 года во время игры на Кубок обладателей кубков УЕФА Костис получил серьёзную травму в столкновении с вратарём «Штурма» Казимежем Сидорчуком, карьера нападающего была под угрозой. Тем не менее, следующим летом его подписал «Андерлехт». Ему так никогда и не удалось полностью восстановиться после травмы, и два года спустя он вернулся в АЕК. Он сыграл несколько матчей, но снова получил травму, что практически поставило крест на его дальнейшей карьере.

## Достижения
АЕК Афины
- Кубок Греции: 1995/96, 1996/97, 2001/02
- Суперкубок Греции: 1996